# Caracarà crestat

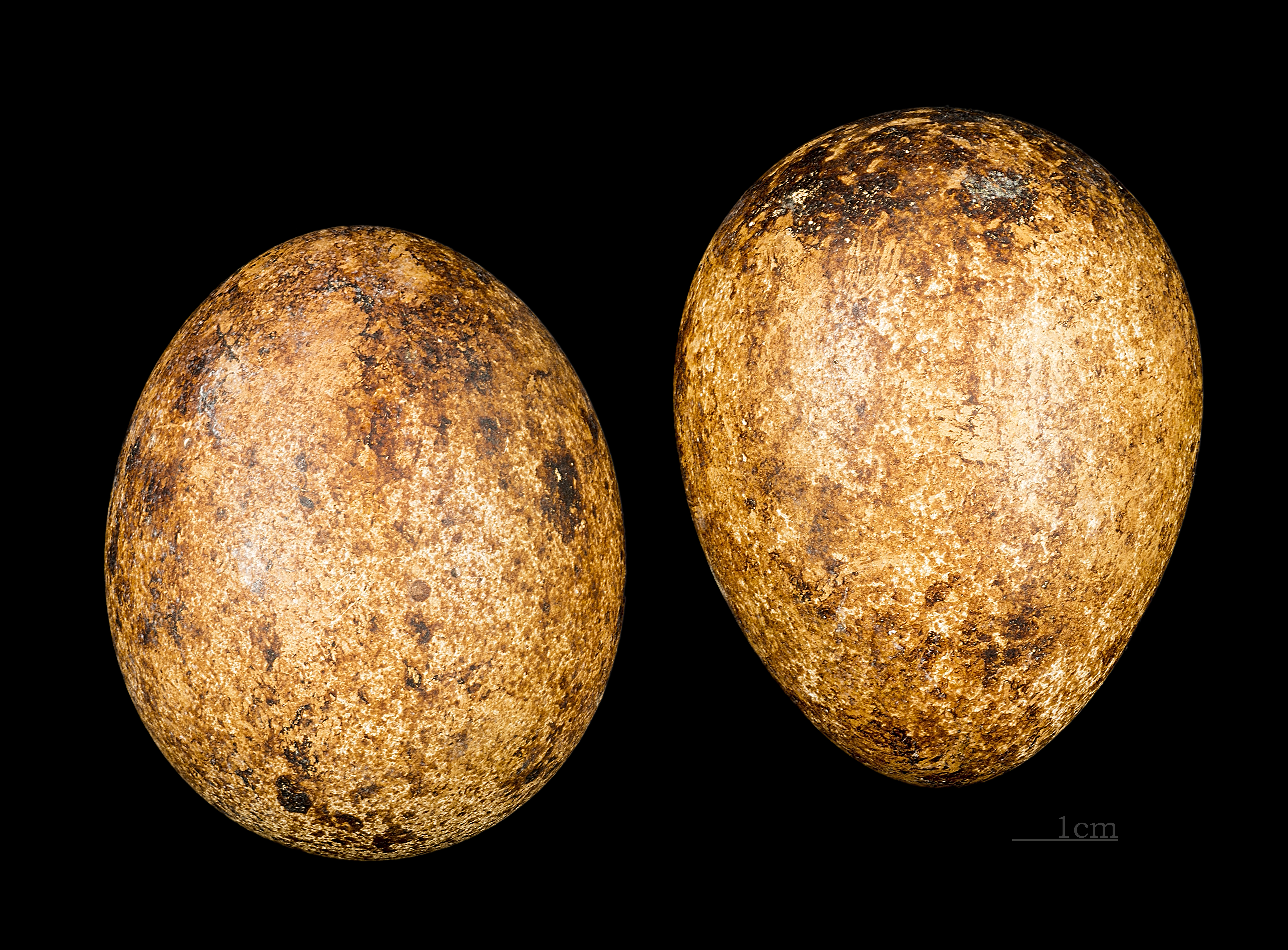
Caracara plancus

El caracarà crestat (Caracara plancus; syn: Caracara plancus plancus) és una espècie d'ocell de la família dels falcònids (Falconidae) Es troba des del sud dels Estats Units fins a la Terra del Foc. Habita les praderies, sabanes i garrigues de la. El seu estat de conservació es considera de risc mínim.

## Taxonomia
Segons la classificació del Congrés Ornitològic Internacional (versió 12.2, 2022) aquestaespècie compta amb dos subespècies:
- Caracara plancus plancus - des del sud dels Estats Units fins al nord d'Amèrica del Sud, incloent Cuba, Aruba i Trinitat i Tobago.
- Caracara plancus cheriway - zona meridional d'Amèrica del Sud, des del sud del Perú, Bolívia, el Paraguai i Brasil al sud de l'Amazones, cap al sud fins Terra del Foc i a les Illes Malvines

Tanmateix, altres obres taxonòmiques, com el Handook of the Birds of the World i la quarta versió de la BirdLife International Checklist of the birds of the world (Desembre 2019), consideren que aquestes dos subespècies constitueixen, de fet, dos espècies diferents. Segons aquest criteri hi hauria:
- Caracarà crestat meridional[5] (Caracara plancus) - Stricto sensu
- Caracarà crestat septentrional[6] (Caracara cheriway)

## Descripció
Les dos subespècies són molt semblants. C. p. plancus es diferencia per una major extensió del barrat pectoral, per un lleuger barrat o pigat a les escapulars (negrenques a C. p cheriway), i per la part posterior del dors pàl·lid amb barrat fosc (negrenc a C. p. cheriway).